# 서부정류장역
서부정류장(관문시장·대구공업대학교)역(Seobu Bus Terminal(Gwanmun Market)Station, 西部停留場(關門市場·大邱工業大學校)驛)은 대한민국 대구광역시 남구 성당네거리에 있는 대구 도시철도 1호선의 전철역이다.

## 특징
과거 역명은 성당네거리 북쪽에 성당못과 두류공원이 있음에 따라 정해졌던 성당못역이었으며, 2019년 1월 7일에 현재의 역명으로 변경하였다. 3번 출구 바로 옆에 대구 서부시외버스정류장이 있음에 따라 역명이 정해졌으며, 현재 부역명은 관문시장,대구공업대학교이다. 3번 출구와 서부시외버스터미널이 직접 연결되고 3번 출구 옆에 엘리베이터도 설치되어 있다. 서부정류장역과 연결되는 서부시외버스터미널 일대에 관문시장과 의류상가, 전자제품 판매점 등이 있어서 유동인구가 많은 곳인지라 자연히 역의 이용률도 높다.
남구 대명11동과 달서구 송현동의 경계에 걸쳐 있으며, 대명10동과 성당동에도 출구를 신설하고 있다.
2016년에 스크린도어가 설치되면서 승강장과 열차 사이의 간격이 설치 전보다 더 넓어졌고, 이로 인해 양 방향 승강장과 열차 사이의 틈새에 자동 발빠짐 방지 장치가 설치되었다. 이 역의 부역명은 원래 관문시장, 세강병원이었으나, 세강병원은 부역명 계약 만료로 인해 삭제되었고, 대구공업대학교가 새로 표기되고 있다.

## 역명의 유래
과거 역명이었던 성당못역(聖堂못驛)은 인근의 두류공원 입구에 위치한 큰 못인 성당못에서 유래되었다. 현재 역 명칭인 '서부정류장역'은 3번 출구 바로 앞에 위치한 서부정류장에서 유래했다.

## 역사
- 1997년 11월 26일 : 대구 도시철도 1호선 개통과 함께 영업 개시
- 2016년 8월 15일 : 스크린도어, 자동 발빠짐 방지 장치 설치
- 2019년 1월 7일 : 성당못역에서 서부정류장역으로 역명 변경

## 역 구조
2면 2선의 곡선 상대식 승강장이 있는 지하 역이며, 승강장 벽면 색상은 보라색이다. 스크린도어와 자동 발빠짐 방지 장치가 설치되어 있다.
성당네거리에서 달서구 송현동, 상인동 방면으로 좌회전으로 꺾어야 하는 곳에 역이 자리하고 있기 때문에 대구 지하철의 역들 중 곡선의 각도가 가장 심한 역이어서 발빠짐 사고를 조심해야 하는 역이다.

### 승강장
| 송현 ↑ |
| \| 상  |
| ↓ 대명 |

| 상행 | ● 대구 도시철도 1호선 | 상인·진천·설화명곡 방면      |
| 하행 | ● 대구 도시철도 1호선 | 반월당·중앙로·안심·하양 방면 |

- 승강장 번호는 없다.
- 대합실을 통해, 반대편 승강장으로 이동이 가능하다.

## 역 주변
| 나가는 곳 | 방면 |
| --------- | --- |
| 1         | 두류공원 성당1동행쟝복지센터 세강병원 대구문화예술회관 반짝공동어시장 대구공업대학교 롯데캐슬아파트 농협 서대구농협 성당동지점 메리츠증권 대구지점 한영한마음아동병원 한화투자증권 |
| 2         | 송현2동 서부광명아파트 농협 달성축협 달성지점 |
| 3         | 서부정류장 대명11동 행정복지센터 성심병원 현대요양병원 대명11동치안센터 관문시장 도로교통안전관리공단 대구지부 IM뱅크 성명지점 우리은행 성당동지점 대구광역시 시설관리공단         |

## 승차량 변동
교대~설화명곡 구간 중에 2번째로 승객이 많은 역이며, 대구 도시철도 1호선의 역들 중 환승역인 반월당역과 명덕역을 제외하면 4번째로 승객이 많은 역이다.
| 노선  | 승차 인원 | 승차 인원 | 승차 인원 | 승차 인원 | 승차 인원 | 승차 인원 | 승차 인원 | 승차 인원 | 승차 인원 | 승차 인원 | 주석  |
| 노선  | 1997년    | 1998년    | 1999년    | 2000년    | 2001년    | 2002년    | 2003년    | 2004년    | 2005년    | 2006년    | 주석  |
| ----- | --------- | --------- | --------- | --------- | --------- | --------- | --------- | --------- | --------- | --------- | ----- |
| 1호선 | 9,523     | 10,469    | 11,217    | 미공개    | 10,462    | 10,705    | 5,828     | 9,391     | 9,211     | 10,315    | [ 1 ] |
| 노선  | 2007년    | 2008년    | 2009년    | 2010년    | 2011년    | 2012년    | 2013년    | 2014년    | 2015년    | 2016년    |       |
| 1호선 | 9,696     | 9,538     | 9,380     | 9,346     | 9,471     | 9,555     | 9,953     | 10,091    | 10,171    | 10,556    | [ 1 ] |
| 노선  | 2017년    | 2018년    | 2019년    | 2020년    |           |           |           |           |           |           |       |
| 1호선 | 10,545    | 10,277    | 10,316    |           |           |           |           |           |           |           |       |

## 인접한 역
| 대구 도시철도 1호선    | 대구 도시철도 1호선   | 대구 도시철도 1호선 |
| ---------------------- | --------------------- | ------------------- |
| 122 송현 설화명곡 방면 | ● 대구 도시철도 1호선 | 124 대명 하양 방면  |